# Краветс, Юри
Юри Краветс (эст. Jüri Kravets; род. 7 апреля 1950 года) - советский пловец в ластах.

## Карьера
Подводным спортом начал заниматься в 1957 году в спортшколе «Динамо» под руководством Вильмы Соосааре. В 1968 году перешёл в спортклуб «Калев» к Отту Эрнесаксу.
В 1971-1981 годах - член сборной СССР. На чемпионатах Европы завоевал 2 золотые, 7 серебряных и 4 бронзовые награды.
На первом чемпионате мира завоевал бронзу на дистанции 1500 метров.
В национальном чемпионате до 1974 года завоевал 2 золотые, 5 серебряных и 3 бронзовых награды. Позже перешёл в подводное ориентирование, где в чемпионатах СССР завоевал 3 золотые, 6 серебряных и 3 бронзовые награды.
В чемпионате Эстонии завоевал 63 медали, в том числе 21 золото в скоростном плавании и 6 золотых медалей - в ориентировании.
Абсолютный чемпион Эстонии по подводному ориентированию 1979 года. В сборной Эстонии выступал до 1984 года.

## Образование
В 1974 году окончил Таллинский политехнический институт.

## Трудовая деятельность
С 1980 по 1990 год работал в Федерации подводного спорта Эстонской ССР. Работал в бассейне ДСО «Калев» инструктором технических видов спорта.